# 美湫市
美湫市（越南语：／），又作美萩市，又譯“美拖市”，是越南前江省省莅，是该省社会、经济、文化、政治的中心城市。
美湫市是湄公河三角洲的旅游目的地之一，主要的觀光景點有永長寺、高臺教廟宇、同心蛇寨（Trại Rắn Đồng Tâm）等。湄公河流域的島嶼和水上市場亦吸引許多游客。

## 地理
美湫市东和北接𢄂𥺊县，西接周城县，南接槟椥省周城县。

## 历史
美湫是西贡到湄公河三角洲的门户。曾经于1885年建设了越南第一条铁路，西贡至美湫，长70km。但于1960年代毁于战火。 
1976年2月，美湫市划归前江省管辖并成为前江省莅。
2003年12月9日，新隆社改制为新隆坊，新美政社析置第九坊，道盛社和中安社析置第十坊。
2005年10月7日，美湫市被评定为二级城市。
2009年6月29日，周城县泰山社1社和隆安社、盛富社、福盛社、平德社4社部分区域、𢄂𥺊县良和乐社、双平社2社部分区域划归美湫市管辖；隆安社部分区域、盛富社部分区域、福盛社部分区域合并为福盛社，平德社部分区域划归中安社管辖，良和乐社部分区域划归道盛社管辖，双平社部分区域划归新美政社管辖。
2016年2月5日，美湫市被评定为一级城市。
2024年9月28日，越南国会常务委员会通过决议，自2024年11月1日起，第七坊并入第一坊，第三坊和第八坊并入第二坊。

## 行政区划
美湫市下辖8坊6社，市人民委员会位于第一坊。
- 第一坊（Phường 1）
- 第二坊（Phường 2）
- 第四坊（Phường 4）
- 第五坊（Phường 5）
- 第六坊（Phường 6）
- 第九坊（Phường 9）
- 第十坊（Phường 10）
- 新隆坊（Phường Tân Long）
- 道盛社（Xã Đạo Thạnh）
- 美丰社（Xã Mỹ Phong）
- 福盛社（Xã Phước Thạnh）
- 新美政社（Xã Tân Mỹ Chánh）
- 泰山社（Xã Thới Sơn）
- 中安社（Xã Trung An）